# Vodna pot Volga-Baltik
Vodna pot Volga – Baltik, prej znan kot Marijinski kanalski sistem (rusko: Мариинская водная система), je niz prekopov in rek v Rusiji, ki povezujejo reko Volgo z Baltskim morjem preko reke Neve. Tako kot prekop Volga–Don, je vodna pot Volga-Baltik povezala največje jezero na Zemlji, Kaspijsko jezero in svetovne oceane. Skupna dolžina med Čerepovcem in Oneškim jezerom je 368 kilometrov.
Prvotno zgrajen v zgodnjem 19. stoletju je bil sistem obnovljen za večja plovila v 1960-ih in je postal del Združene globokovodne poti Evropske Rusije..
Prvotno ime Mariinski je nastalo po imenu cesarice Marije Feodorovne, druge žene ruskega carja Pavla I..

## Zgodovina
Potem ko je Peter Veliki od Švedske iztrgal Finski zaliv, je bilo treba zagotoviti varen rečni prevoz za Sankt Peterburg ob Baltiku in rusko zaledje. Najzgodnejši sistem prekopov Višnij Voločok (rusko Вы́шний Волочёк) je bil dokončan do leta 1709 in je zagotavljal povezavo Sankt Peterburga z Ladoškim jezerom. Vendar je vreme na Ladoškem jezeru pogosto uničilo barke, kar je privedlo do ambicioznega projekta Ladoških prekopov, ki so sledili južni obali Ladoškega jezera.
Pod Aleksandrom I. Ruskim je tradicionalno vodno pot skozi Višnij Voločok  dopolnjeval vodni sistem Tikhvin (1811) in Marijinski vodni sistem (1810), slednji je postal najbolj priljubljen.
Marijinski vodni sistem je bil izjemen spomenik hidrotehnike zgodnjega 19. stoletja, ki se je izkazal za ključnega za nacionalno gospodarstvo. Sistem se je začel v Ribinsku in je tekel skozi reko Šeksna, Belo jezero (in Belozerski obvozni prekop), reko Kovža, umetni Novomariinski prekop, reko Vjitegra do Oneškega jezera. Nato so plovila plula po Oneškem prekopu, reki Svir, Ladoškem prekopu in reki Nevi do Finskega zaliva.
Leta 1829 so odprli Severni Dvinski kanal; preko reke Šeksne (enega izmed pritokov Volge) prek Kubenskega jezera povezuje severno Dvino, ki se izliva v Belo morje. V naslednjih desetletjih se je sistem še razširil: proti koncu stoletja so bili odprti še trije prekopi, Belozerski, Onežski in Novoladoški, ki so omogočili manjšim plovilom, da so obšli nevarne vode treh velikih jezer (Belega, Oneškega in Ladoškega).
Druga povezava je bila dodana v 1930-ih, ko so zloglasni Belomorski-Baltski prekop zgradili gulaški ujetniki z ogromnimi človeškimi žrtvami med Onega in Belim morjem.
V zadnjih letih je vodna pot Volga-Baltik pot dobila dodaten pomen kot turistična pot za ladje, ki plujejo po Zlatem obroču Rusije. Leta 2016 je bilo jedro beloruske jedrske elektrarne VVER-1200, težko 330-ton, visoko 13 metrov, premera 4,5 metra prepeljano na namembnost z izkoriščanjem akumulacije Cimljansk, prekopa Volga-Don, vodno potjo Volga-Baltik, reka Volhov in posebni železniški prevoz.

## Izboljšanje prekopa Volga–Baltik
V sovjetskih časih se je sistem Marjinskega prekopa nenehno izboljševal. Na reki Svir sta bili zgrajeni dve zapornici (v letih 1936 in 1952); na reki Šeksna so postavili 3 zapornice. V letih 1960–1964 je prišlo do večjega izboljšanja vodne poti. Nova vodna pot Volga – Baltik je bila odprta 5. junija 1964. 39 starih lesenih zapornic je bilo zamenjanih s 7 novimi, ena vzporedna zapornica pa je bila zgrajena pozneje leta 1995. Dimenzije zapornic so: dolžina 210 m, širina 17,6 m in globina 4,2 m, kar omogoča prehod rečnim ladjam do 5000 ton. Takšne ladje so lahko plule neposredno po velikih jezerih, namesto da bi uporabljale obvozne kanale. Tipični čas potovanja za pot Čehepovec - Sankt Peterburg se je z 10–15 dni zmanjšal na 2,5–3 dni.
Nova pot včasih sledi trasi starega Marjinskega sistema in se včasih od njega oddalji. Šest od osmih zapornic prekopa je nameščenih vzdolž 35 km severnega pobočja, skupni dvig je 80 metrov. Edini 2 zapornici (vzporedni) na južnem pobočju, z dvigom 13 metrov, sta v bližini Šeksne na reki Šeksna, 50 km navzgor od Čerepovca. Vodna pot na severnem pobočju sledi strugi reke Vjitegra. Vrh zbiralnika kanala med zapornicama Pakhomovo na reki Vjitegra in jezom akumulacijskega jezera Šeksna je dolg 278 km. Vključuje umetni prekop (dolg 40 km), reko Kovžjo, Belo jezero in reko Šeksno. Pot južnega pobočja sledi reki Šeksna, kjer je v zalednem območju akumulacije Ribinsk.

## Aktualni razvoj
Prekop se aktivno uporablja za izvoz nafte in lesa ter kot rečna turistična pot. Po podatkih uprave Morskaya Kollegiya ruske vlade je bilo leta 2004 preko vodne poti Volga-Baltik prepeljanih 17,6 milijona ton tovora, kar je zelo blizu največje zmogljivosti vodne poti. Spodnja Svirska zapornica je bila ena izmed najbolj obremenjenih zapornic na ruskih notranjih plovnih poteh (druga je bila Kočetova na spodnjem Donu).